# Islámská ekonomie
Definice islámské ekonomie není zcela jednoznačná. Každý z ekonomů zabývající se tímto tématem ji vykládá jinak:
Gabriela Weberová Babulíková ve své knize Islámská ekonomie a bankovnictví popisuje tezi M.B. as-Sadra: „Významnou Sadrovou tezí je, že islámská ekonomie není věda, nýbrž doktrína, madhhab. Neklade si za cíl realitu popisovat nebo vysvětlovat, nýbrž ji měnit, a to v souladu se zásadou spravedlnosti a podle islámského práva. Hlavními předpoklady pro spravedlnost, kterou Sadr hledá v oblasti distribuce jsou práce (‘amal) a potřeba (hádža).“
Podle Zamana: „Islámská ekonomie znamená SNAHU/ÚSILÍ implementovat nařízení Alláha týkající se ekonomických záležitostí v životech jednotlivců (Mikroekonomie), v našich komunitách (Mezoekonomie), a na úrovni Ummahu (Makroekonomie).“
Sayyid Tahir tvrdí: „Islámská ekonomie je vymezena jako systematické zkoumání problému alokace zdrojů, produkce zboží a služeb a distribuce produktů, příjmů a bohatství v souladu s Koránem a Sunnami. Principy islámské ekonomie nejsou směrodatné pouze pro muslimy, ale také pro ostatní, kteří mají zájem o trvalá řešení finančních krizí, inflace, nezaměstnanosti, chudoby a ekonomické nerovnosti.“
Umar Chapra říká: „Islámská ekonomie může být definována jako obor znalostí, díky kterému lze dosáhnout blahobytu skrze alokaci a distribuci vzácných zdrojů v souladu s učením islámu bez nepřiměřeného omezování osobní svobody nebo vytváření makroekonomické a ekologické nerovnováhy.“

## Rozvoj islámské ekonomie
Zásadní rozvoj islámské ekonomie nastal ve druhé polovině 20. století, kdy začaly vycházet články a knihy, které tento pojem definovaly. Po roce 1976, ve kterém proběhla První mezinárodní konference o islámské ekonomice, se tento pojem dostal do povědomí veřejnosti. Autoři, kteří se tímto tématem zabývali, byli primárně ovlivňováni náboženstvím. Tito autoři se dělili do dvou skupin. První skupinou byli teologové, filosofové a historici, mezi které se řadí Muhammad Baqir as-Sadr nebo Muhammad Nejatullah Siddiqi. Druhou skupinu tvořili vystudovaní ekonomové, nejznámějšími byli Umer Chapra a Abbas Mirakhor. Právě oni tvrdili, že ortodoxní ekonomie je v rozporu s hodnotami islámu.

## Průkopníci moderní islámské ekonomie a bankovnictví

### Muhammad Báqir as-Sadr
Muhammad Báqir as-Sadr (1935-1980) se narodil do šíitské rodiny. Za režimu Saddáma Husajna vystupoval v politice a později byl za opoziční činnost popraven. Během svého života napsal dvě díla stěžejní pro rozvoj moderní islámské ekonomie a bankovnictví. Dílo Iqtisáduná (Naše ekonomie) bylo přeloženo do několika jazyků (angličtina, turečtina, němčina) a vydáno až po jeho smrti. Kniha je rozdělena na tři části, přičemž poslední z nich se zaobírá koncepcí islámské ekonomiky.

#### Pohled M.B. as-Sadra na islámskou ekonomii
Sadr navrhoval koncepci bankovnictví, které by mohlo fungovat bez úroků. Právě té se věnuje ve svém druhém díle Al-Bank al-lá ribawí fi-‘l islám (Bezúročná banka v islámu). Pro pochopení islámského ekonomického systému je stěžejní pochopení práva šaría, které je nadstavbou nad ekonomickou základnou.

### Muhammad Nejatullah Siddiqi
Muhammad Nejatullah Siddiqi (*1931) vystudoval Aligarh Muslim University v Indii. Na této univerzitě následně i vyučoval islámská studia. Dále byl profesorem ekonomie na univerzitě King Abd Al-Aziz University in Jeddah (Saúdská Arábie), kde setrval 22 let. Právě vzdělání v islámských studiích a zároveň ekonomii mu umožnilo se významně podílet na rozvoji moderní islámské ekonomie.

#### Koncepce M. N. Siddiqiho
Svou koncepci Siddiqi opírá především o princip podílu na zisku a vysvětluje ji takto: „Disponibilní fondy budou dány k dispozici podnikatelům s tím, že se tito podělí v předem dohodnutém poměru s bankou o zisk. Banky budou mobilizovat (shromažďovat) vklady s tím, že vkladatelé se budou podílet na zisku, který banka dostane od podnikatelů. (…) Očekávaná míra zisku v tom kterém odvětví bude plnit stejnou roli v alokaci fondů, jakou sehrává v moderní (konvenční) ekonomice úrok.“ Systém založený na úroku ostře kritizuje, podobně jako as-Sadr, a tvrdí, že právě kvůli tomuto systému bohatí ještě více bohatnou, aniž by ekonomika nutně rostla.

## Ribá
Může být přeloženo jako lichva, nespravedlivý úrok, je označení pro nespravedlivé nabytí v obchodu či businessu pod islámským zákonem. Je zmíněna a odsouzena v Koránu i v mnoha hadíthech (výpovědi o slovech a skutcích islámského proroka Mohameda). Ačkoli se muslimové shodují v tom, že je Ribá zakázaná, už se neshodují v tom, co přesně to je a jak by měla být trestána.

### Historie
Již v období před Islámem Arabové směňovali šperky a potraviny. Dlužník před Islámem si mohl vybrat- buď splatil svůj dluh, nebo dostal odklad, ale zaplatil pak dvakrát tolik, než si vypůjčil. Tak dlužník stále splacení dluhu odkládal, až věřitel stanovil určité datum splatnosti. Dlužník skončil jako otrok, kterého si věřitel buď ponechal, nebo ho prodal a ze zisku z prodeje pak vyrovnal jeho dluh. Toto se praktikovalo jak v předislámské Arábii, tak i v raném islámu. Prorok Mohamed v jednom ze svých výroků varuje před sedmi nepravostmi, z nichž čtyři jsou křivdy na slabých a bezbranných, kde mezi nimi je i lichva. V hádíthech se lichva objevuje jako zavrženíhodný a zakázaný čin. Mimo stále se opakujícího odsuzování a zakazování lichvy se v Koránu objevují také doporučení, jak se zachovat velkoryse a zalíbit se tak Bohu. V jednom z veršů se například doporučuje jistina dát dlužníkovi jako almužna. Výklad těchto veršů se ale různí.

### Ribá v moderní době
Diskuse o ribá znovu započaly na konci 19. a na začátku 20. století jako reakce na růst evropského vlivu a moci v době osvícenství, objevování a kolonialismu. I v arabském světě začínají růst pobočky evropských konvenčních bank. Také rozvoj odvětví obchodu, průmyslu a zemědělství se sebou nese určitou potřebu peněžních služeb.  
Jako vzor má celá řada zemí Blízkého východu, v oblasti problematiky půjček a jiných bankovních služeb, které bývají úrokovány a mohou tak vést k ribá, egyptský občanský zákoník z roku 1949. Ten je ale přizpůsoben potřebám ekonomiky, které převážily nad požadavky konzervativních výkladů náboženských pravidel.

## Způsoby financování
Financování patří mezi dvě základní kategorie islámského bankovnictví. společně s dlužními dohodami (murabaha, istisna'a, salam a leasing). Jeden z prvních průkopníků islámského bankovnictví, Mohammad Najatuallah Siddiqui, navrhl tento dvoustupňový systém jako základ pro bankovnictví bez ribá. Metoda financování využívána islámskými finančními institucemi k dodržování náboženského zákazu úrokování půjček. Většina zdrojů uvádí dvě varianty financování – Mudaraba (pasivní partnerství) a Musharaka (spravedlivá účast). Některé zdroje uvádí ještě Sukuk (Islámské dluhopisy) a přímé investice (například burzovní akcie) jako součást financování. Zisky a ztráty uvedené ve financování jsou ty z podnikání osoby, která obdržela kapitál z Islámské banky nebo finanční instituce (nejsou použity termíny jako „půjčit si“, „půjčka“ nebo „dluh“). Když je vše splaceno, poskytovatel kapitálu obdrží smluvené procento ze zisku společně s původním investicí. Na rozdíl od konvenčních bank, zde není žádná fixní úroková sazba společně se základní půjčkou a financováním zde figuruje jako hlavní partner.

### Mudaraba
Je partnerský (nebo svěřenecké financovaní) kontrakt, kde jeden partner (rab-ul-mal neboli tichý společník) dává peníze druhému (mudarib) na investování v komerčním podnikání. Tichý společník poskytuje 100 procent kapitálu a druhý společník využívá svoji odbornost a nápad na investování kapitálu a spravování investičních projektů. Zisky se obvykle dělí dle předem domluveného podílu, většinou 50-50 nebo 60-40 pro tichého společníka. Když vznikne ztráta, tichý společník ztrácí kapitál a druhý partner o vynaložený čas vložený do projektu.
Muslimové věří, že žena proroka Mohammeda, Khadija, využívala Mudarabu s Mohammedem v jeho obchodních výpravách v severní Arábii (ona vkládala kapitál a on vykonával práci). Mudaraba kontrakty jsou využívány v mezi bankovních půjčkách.
Půjčovní a výpůjční banky vyjednají PLS podíl a kontrakty mohou být dlouhé jeden den, ale i jeden rok.
Mudaraba kontrakty mohou být omezené i neomezené.
     V omezené Mudarabě může tichý společník specifikovat určité odvětví a určitý business, do kterého druhý partner může investovat.
     V neomezené Mudarabě může druhý partner investovat v jakémkoli odvětví do jakéhokoli businessu.
Může tu také být jeden stupeň nebo dva stupně. Většina mudaraba kontraktů jsou jednostupňové. Ve dvoustupňových kontraktech figuruje banka jako zprostředkovatel financí mezi společníkem a podnikatelem.

### Mušaraka
Je typ podnikání, ve kterém všichni partneři sdílí všechny zisky a ztráty společně. Dvě a více stran přispívají kapitálem, odborností i nápadem na investici. Mušaraka je nejčastěji využívána v investičních projektech a nákupu nemovitostí či budov (v tomto případě si banka účtuje přisuzovaný nájem, který pak vyplácí, jak je uvedeno v předem dohodnutém postupu). Všichni společníci jsou oprávněni účastnit se správních řízení, ale není to jejich povinnost. Zisk se rozděluje mezi partnery dle dohodnutých procent, ztráty se však dělí na každého partnera podle toho, jak velkým kapitálem přispěl.
Mušaraka se využívá v businessových transakcí a při financování velkého koupě.
    Shirka al'Inan je typ partnerství, kde jsou partneři pouze jednatelé a neslouží jako ručitelé za jiného partnera.
    Různí akcionáři mají různá práva a dostávají jiné zisky.
    Mufawada je neomezené a rovnoprávné partnerství, kde jsou partneři i jednatelé i ručitelé.